# Pampangueños

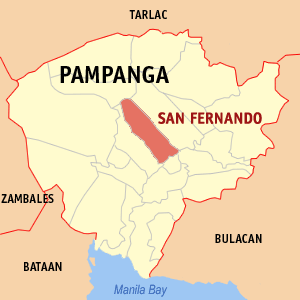
Mapa de la Pampanga amb el municipi de la capital, San Fernando

Pampangueños és una ètnia d'origen malai de l'illa de Luzon (Filipines). Ocupen tota la província de la Pampanga i petites parts de la de Tarlac, Panganisán, Nova Écija, Bataan i Zambales. Els seus individus són d'estatura regular, color fosc-oliva, bons ulls negres, forta i blanca dentadura, forta cabellera (magnífica en les dones), i barbamecs. Pel comú la cara és ampla, observant-se tanmateix el gran desenvolupament dels arcs sigmàtics, així l'accentuada prominència dels maxil·lars superiors, el nas curt i una mica xafat: el front gran, ample i pla, en què a penes es marquen les elevacions frontals: el prognatisme dels pampangueños no és, tanmateix tan accentuat com el d'altres malais d'Oceania, com tampoc o és la petita desproporció que s'observa entre el tronc i les extremitats inferiors. Les línies generals cos són molt harmòniques en la muller, de la que se'n solen trobar tipus verdaderament esvelts. L'època de la menstruació comença entre els dotze i tretze anys i acaba entre els quaranta-cinc i cinquanta. Tenen idioma propi, no tan ample i polit com el tagal, però molt urbà, ric principalment en termes d'afectuositat i poesia.
D'antiga civilització, cristians de dels primers anys de la dominació espanyola (a part de petites agrupacions que es van civilitzar amb certa lentitud), les seves costums i usos han anat experimentant, sobretot en les classes socials d'algun grau de cultura, moltes transformacions, malgrat que preval eixí en el fons de molts d'ells el que és comú i predominant en les races cristianes de les Filipines, que obeeixen a diversos factors més o menys immodificables, senyaladament pel clima.

## Història

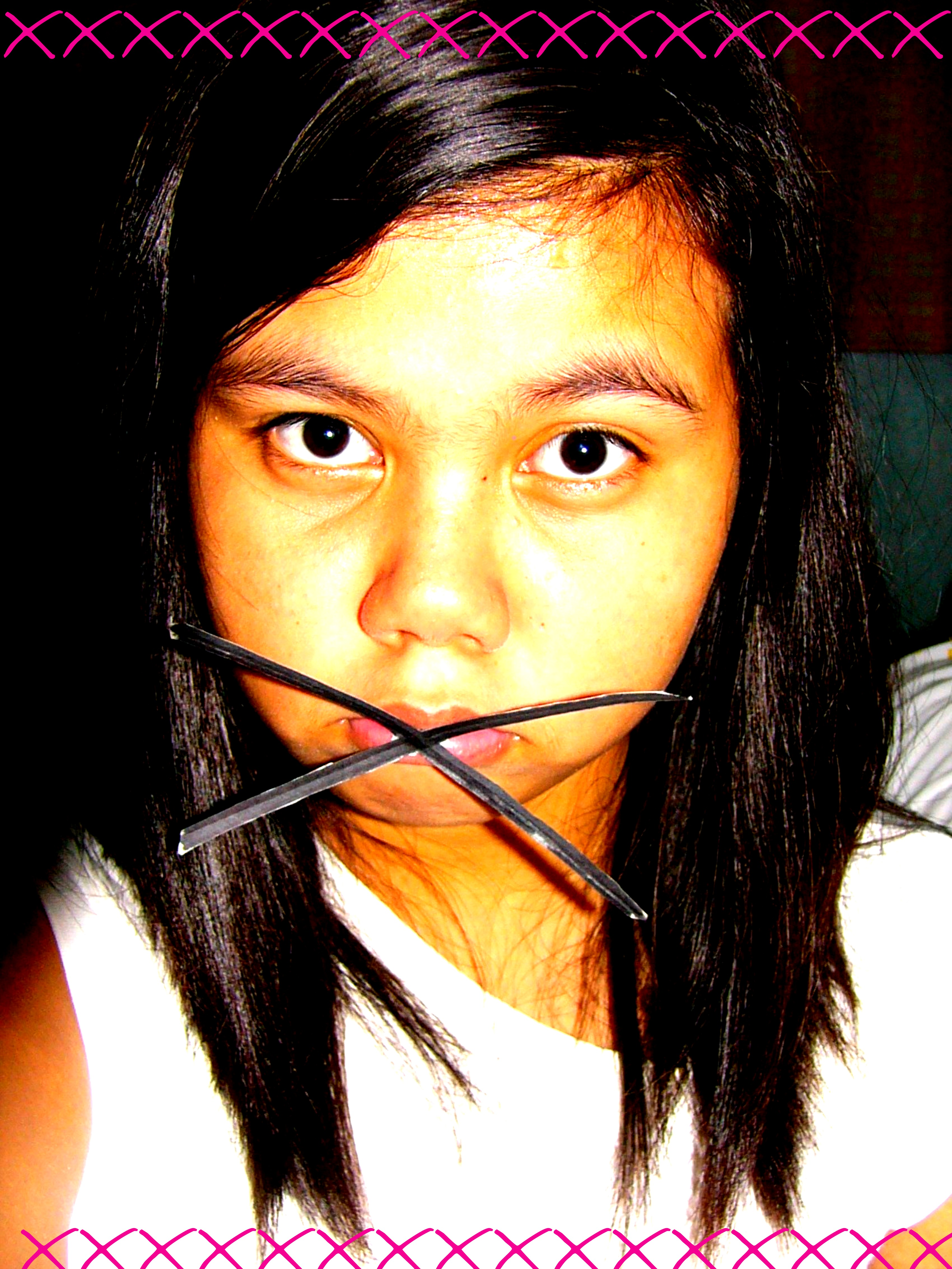
Noia pampangueña de 13 anys

Envers l'origen dels pampangueños no deixa d'ésser curiós el que escriu Colin el 1663 i recull Juan Francisco de San Antonio en les seves Cròniques apostòliques el 1735. Colin relata que examinà un pampangueño que havia estat a Sumatra, «on havent reparat que allà hi havia homes de la seva mateixa contextura, llenguatge i vestit, si acostà i travà conversa amb ells, en el seu idioma pampangueño, al que aquests correspongueren amb el mateix, dient un vell d'aquells» 
| « | Vosaltres sou descendents dels perduts, que en temps passats sortiren d'aquí a poblar altres terres, i mai més se'n ha sabut res d'ells | » |

I el citat San Antonio accepta la possibilitat, però prèvia la recalada d'aquests emigrants a Borneo.
Pels espanyols, així com els tagals, constituïen, de les Filipines, la raça més culta (doncs no en va Manila, metròpoli de l'arxipèlag, es troba en territori tagal), els pampangueños constituïen la més noble, per la fidelitat amb què sempre es conduí, però sobretot per la valuosa (a voltes decisiva) cooperació que prestà a mantenir incòlume la sobirania d'Espanya en aquell país. A penes establert a Manila Legazpi, els pampangueños protestaren i exterioritzaren la seva protesta revoltant-se; no s'avenien de bon grat a sotmetre's a l'invasor, però es reduïren després d'una breu lluita, i a partir de llavors (salvat d'una sola ocasió, el 1660, en que s'amotinaren pels excessius treballs al que eren obligats) els pampangueños foren no tan sols els més decidits auxiliars dels espanyols, sinó els millors soldats dels nascuts a les Filipines.
| « | La gent del poble és ben gestada (diu, tractant dels pampangueños, un antic historiador) i entesa i de tota fidelitat coneguda, pel qual sempre es conserva el Tercio de la gent de Pampanga en aquesta ciutat de Manila, i la seva infanteria en diversos presidis d'aquestes illes | » |

Tan entesos, que Pandapira i els seus fills, pampangueños de naixement, foren els únics filipins fonedors de canons que a Manila hi hagué (finals del segle XVI), de la mateixa manera que van ésser pampangueños tots els mestres i obrers de fortificació amb què en tot temps, antic i modern, hi van comptar els enginyers militar espanyols.

## Creix el crèdit pampangueño

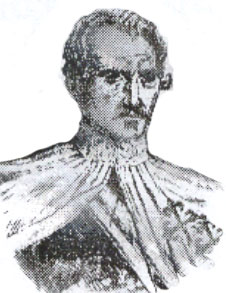
Gravat de Sebastián Hurtado de Corcuera, fundador del Reial Col·legi de San Felipe

Quan Esteban Rodríguez de Figueroa el 1596 fou a la conquista de Mindanao, portà un petit cos de pampangueños, com anys abans els havia portat els Pérez das Mariñas (pare i fill)en les expedicions que respectivament feren a les Moluques (que restà malaurada) i a Ituy, i en el centre de Luzon, provant que aquests bons soldats, sempre que hi hagué ocasió, que sabien batres amb intel·ligència i amb valor. Arran de la gravíssima revolta dels xinesos del 1603, el governador i capità general. Pedro Bravo de Acuña, organitzà les primeres companyies filipines, els quals capitans foren quasi tots pampangueños. I a partir d'aquesta data fou pujant el crèdit d'aquests militars, fins al punt que no hi hagué expedició d'importància en la que les tropes pampangueñes no hi assistissin, conduint-se digna i valerosament.
Des d'Argensola, en la seva acreditada Conquista de la Molucas, (1609), fins al més modern dels historiadors de les Filipines, cap regateja elogis als pampangueños. En la gran empresa de les Moluques (1606), dirigits pel citat Bravo de Acuña, els pampangueños desenvoluparen un paper molt lluït, destacant d'una manera especial el capità Francisco Palaot. Més tard, el 1637, tornaren a distingir-se en la conquesta de Mindanao, i l'any següent en la de Joló, realitzades ambdues per Sebastiàn Hurtado de Corcuera. Poc temps després, el 1640, amb motiu d'una nova i formidable revolta de molts milers de xinesos, el concurs dels pampangueños fou encara més estimable, ja que llavors les forces espanyoles es trobaven molt minvades.
| « | No se sap (certificava el lloctinent de camp L. De Olaso aquell mateix any) que un indi pampangueño s'hagi passat a l'enemic holandès, i en les conquistes que s'han ofert han servit amb notable puntualitat i fidelitat, com ho demostraren en la dels regnes de Mindanao i Joló | » |

Vingueren, doncs, els pampangueños a ésser els predilectes dels espanyols, els quals es complaïen a ennoblir-los, sent el primer en això l'abans citat Hurtado de Corcuera, el qual al fundar a Manila el 1641 un Col·legi Reial, que nomenà de sant Felip, sota la direcció dels jesuïtes, encarregà a Andrés Dueñas, lloctinent de camp del terç dels pampangueños, que restes de les famílies aristocràtiques de la seva nació els joves que havien d'educar-se, juntament amb els fills dels espanyols, en aquell col·legi, i així ho va fer.

## Nova revolta xinesa
Una nova i terrible revolta dels xinesos, en gran nombre com les anteriors, de molts milers, esdevingut el 1662 i una vegada més es distingiren els pampangueños, però de forma molt senyalada el seu lloctinent, Francisco Laesamana, que el governador i capità general, Sabiniano Manrique de Lara, li confià per vint-i-quatre hores la custòdia de Manila.
A mitjan segle xviii, governant interinament el bisbe fra Juan de Arechederra, a l'illa de Bohol una revolta important dels indígenes, i, com de costum, els pampangueños prengueren part en l'empresa de reduir-los, destacant el capità Eugenio, que ja s'havia distingit i continuà distingint-se, en la guerra naval contra els pirates moriscos de Mindanao i Joló. El retiment de la plaça de Manila als anglesos per l'arquebisbe Rojo, que governava interinament (1762), produí en el país trastorns considerables; hi hagué no poques províncies revoltades; però la de la Pampanga, lluny de seguir l'exemple d'aquelles, precisament fou el refugi del cèlebre Simón de Andalusia y Salazar, que allà es proclamà a si mateix governador i capità general de les Filipines, i mercès a la seva actitud resolta i a la lleialtat i ajuda dels pampangueños. Pot dir-se que salvà les illes, primer de la dominació anglesa i després de l'anarquia.

D'extraordinària gravetat fou el moviment insurgent acabdillat a Manila pel capità filipí Andrés Novales el 1823; aclamat emperador pels seus sequaços, aconseguí apoderar-se del Palau i de la plaça d'Armes, i que els seus seguidors assassinessin al tinent del rei, brigadier Mariano Fernández de Folgueras; el capità general de la colònia, Juan Antonio Martínez Alcobendas, en donar la notícia en una proclama de com sufocà el moviment, diu que fou 
| « | ajudat pel valerós batalló de pampangueños, dirigits per il·lustres oficials (que també eren pampangueños) | » |

 Finalment, en els esdeveniments que sorgiren l'agost de 1896, i dels que es derivà tota una guerra contra la dominació espanyola, cap pampangueño de prestigi se significà com a lluitador separatista, més aviat, ni hagué que defensaren amb ardor la causa d'Espanya, entre d'altres el capità mobilitzat Francisco de la Paz, que anà a Espanya, el qual, en poc més d'un any, fou recompensat 14 vegades per mèrits de guerra. Raça intel·ligent, noble, valerosa i fidel, tals són les característiques de la Pampanga, segons es desprèn de la història.